# Araeoncus longiusculus
Araeoncus longiusculus là một loài nhện trong họ Linyphiidae.
Loài này thuộc chi Araeoncus. Araeoncus longiusculus được Octavius Pickard-Cambridge miêu tả năm 1875.